# Spaden
Spaden is een dorp en voormalige gemeente in het Landkreis Cuxhaven in de deelstaat Nedersaksen. De oude gemeente ging in 1974 op in de eenheidsgemeente Schiffdorf. Spaden ligt direct ten oosten van Bremerhaven en heeft het karakter van een kleine voorstad daarvan. Het is het grootste dorp binnen de gemeente Schiffdorf.
Spaden ligt vlakbij afrit 6 van de Autobahn A27. Eén van de grootste winkelcentra van Bremerhaven, met ook bouwmarkten en grote meubelzaken en supermarkten, ligt bij deze afrit, op grondgebied van Schiffdorf-Spaden.
Het dorp wordt voor het eerst genoemd in een oorkonde uit 1267. Spaden had eerder een houten kapel, die na een brand vervangen werd door wat nu de Klus (kluis) wordt genoemd. Naast de Klus heeft het dorp tegenwoordig een modern kerkgebouw.
Ten oosten van het dorp ligt de Spadener See, een kunstmatig meer dat ontstond door zandafgraving ten behoeve van de bouw van de A27.

## Afbeeldingen

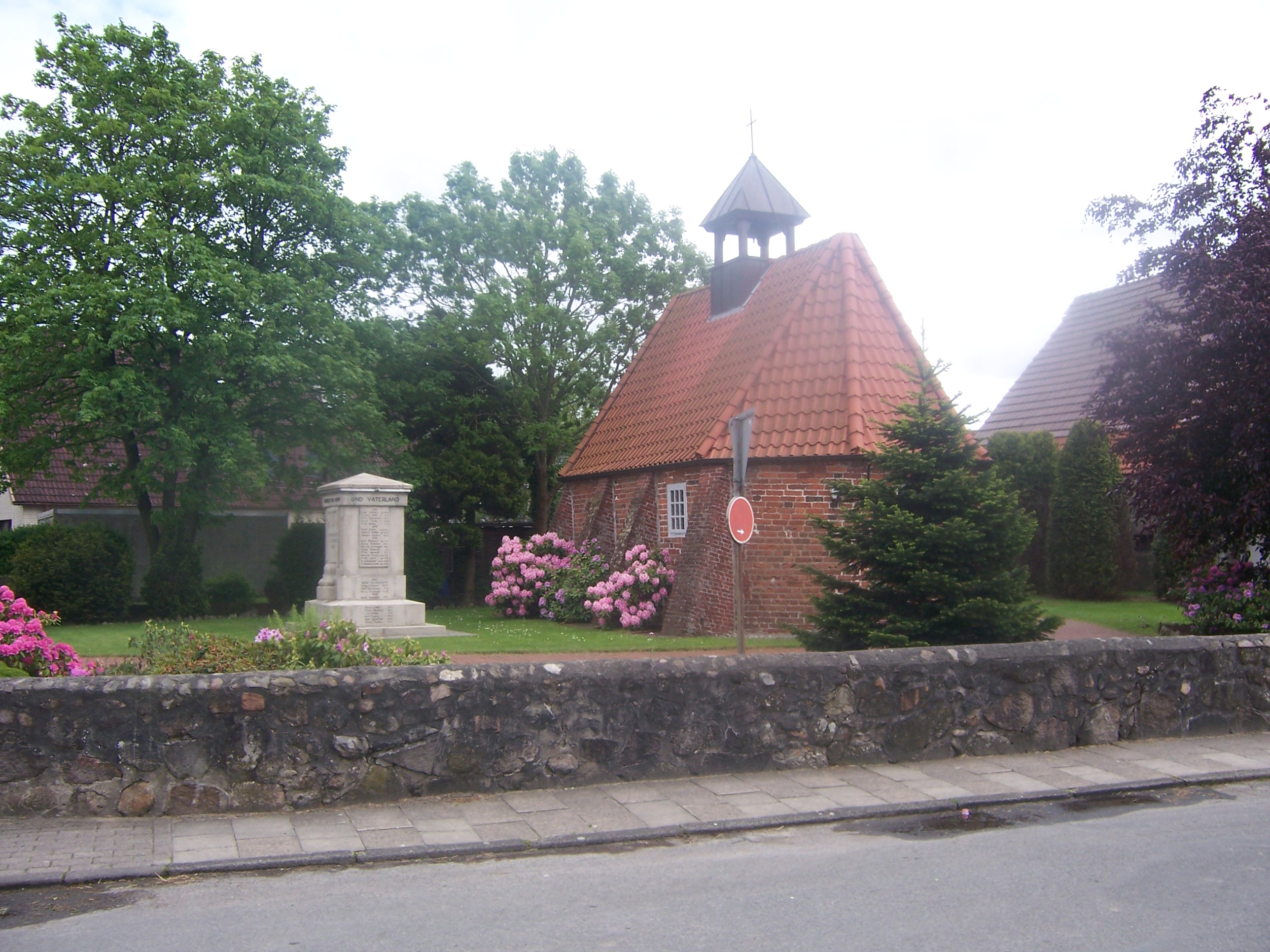
De Klus
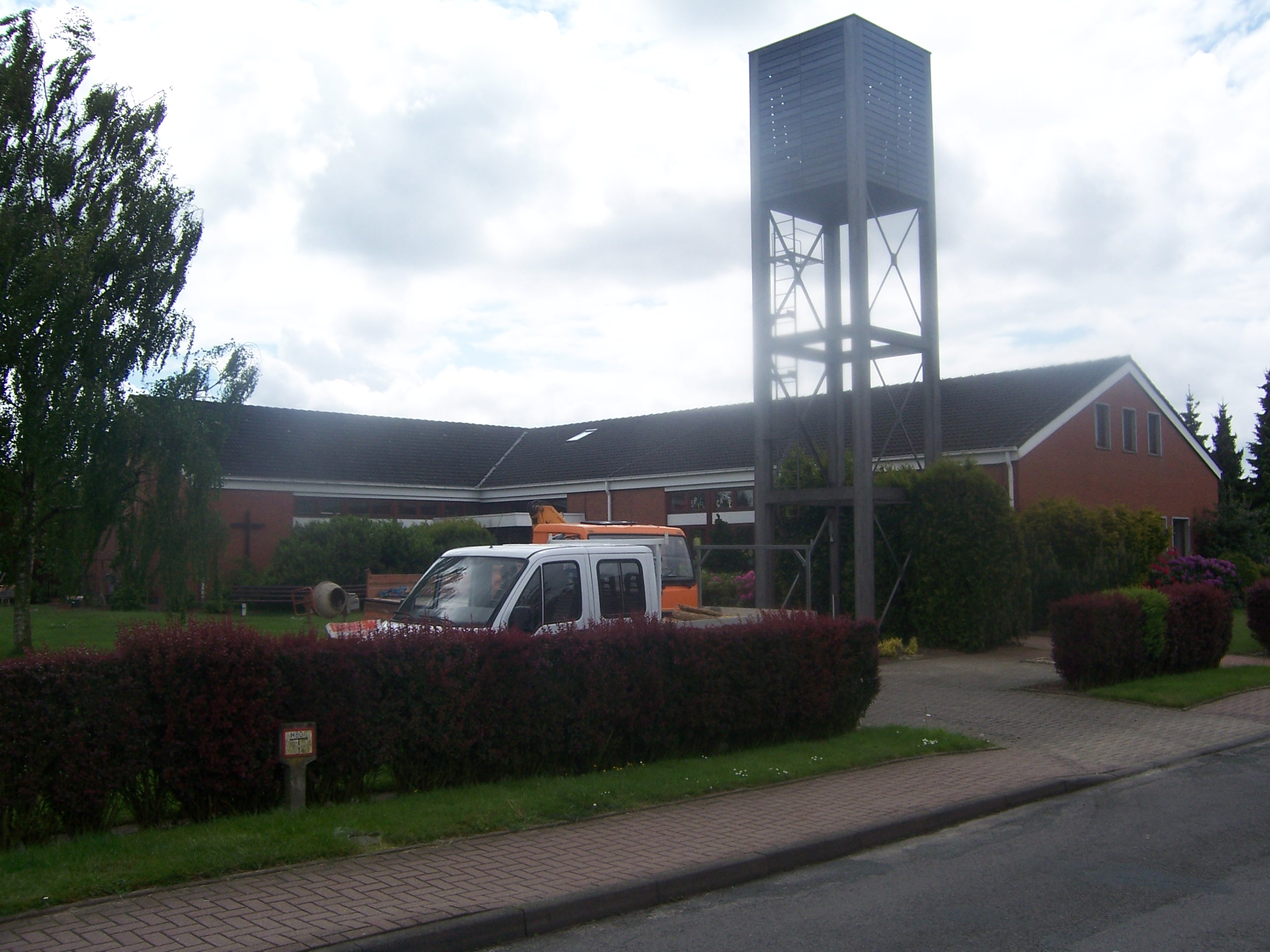
Moderne kerk te Spaden
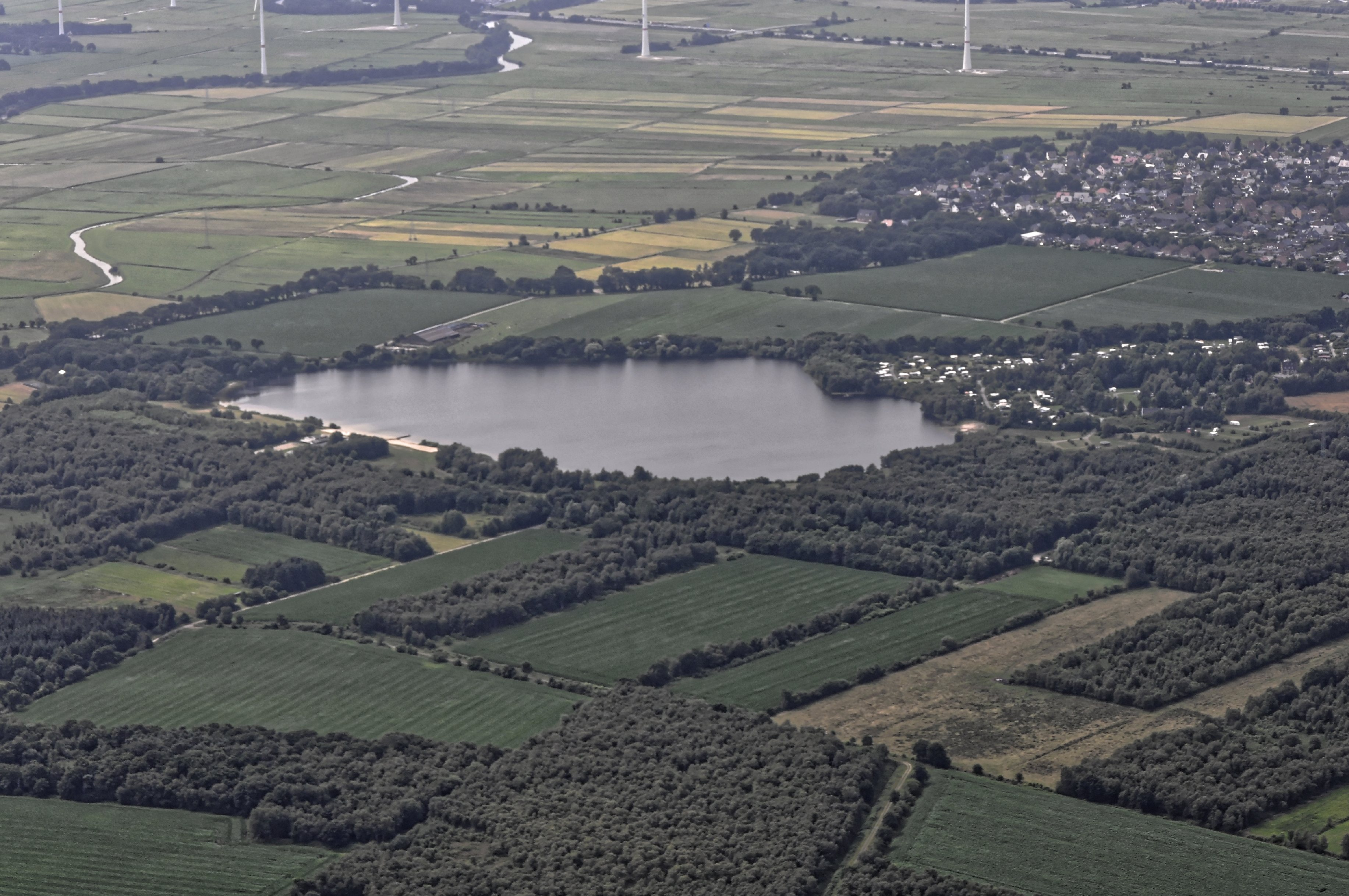
Luchtfoto (2015) Spadener See